# Arlette Sterckx
Arlette Sterckx (1964) is een Vlaamse actrice.

## Biografie
Ze studeerde in 1987 af aan het Koninklijk Vlaams Conservatorium Antwerpen. Ze is vooral bekend als Lies Weemaes in de Vlaamse televisieserie Spoed. Sterckx speelde hierin vanaf het begin van de serie.
Verder heeft ze een aantal gastrollen gespeeld in de series zoals Flikken, Emma, Wittekerke en Slisse & Cesar en Familie.
In het theater speelde ze meerdere producties met de gezelschappen Europees Festival, De komeet en het Echt Antwaarps Teater.
Op dit moment is ze docente op de Academie voor Muziek en Woord, te Brasschaat.

## Filmografie
- Familie (1992-1993) - als Griet
- Copy Copy (1993)
- Zomerrust (1994) - als Ilse
- Editie (1995) - als Peggy De Maesschalk
- Familie (1997) - als Reinhilde De Vis
- Hof van Assisen (1998) - als getuige
- Gilliams & De Bie (1999) - als Chantal De Pauw
- Flikken (1999) - als immobiliëndame
- Spoed (2000-2006) - als Lies Weemaes
- Wittekerke (2001) - als prostituee
- Flikken (2001) - als Ellen De Maere
- Debby & Nancy Laid Knight - als publieksgast
- Emma (2007) - als Gisele Dumortier
- Wittekerke (2008) - als directrice
- Zone Stad (2010) - als Sonja
- Familie (2014) - als Andrea De Praetere
- Auwch_ (2020) - als zichzelf

## Externe Links
- (en)   Arlette Sterckx in de Internet Movie Database
- VTi - Personen - Arlette Sterckx[dode link] volgens het Vlaams Theater Instituut